# 三渡洲舞人
MAITO（まいと、1992年11月28日 - ）は、日本のファッションモデル、元サッカー選手。ブラジル人と日本人のハーフである。父は元プロサッカー選手の三渡洲アデミール。

## 来歴
清水エスパルスジュニアユースから流通経済大学付属柏高校へ入学。高校時代の同期に増田繁人、吉田眞紀人がいる。卒業後は膝の怪我によりサッカーから離れ、モデルとして活動していた。怪我が癒えたことで再びプロサッカー選手を目指すようになり、藤枝MYFCや大宮アルディージャの練習に参加。2013年7月、練習に参加していた東京ヴェルディへDFとして入団。
2014年1月、契約満了により退団。その後はモデルとして活動している。
2019年3月、ビーナチュラルからテンカラットに移籍。
2019年5月、テンカラット退所。

## 人物
2017年11月22日にモデルのMALIA.と結婚し、2018年8月8日に第1子男児が誕生したが、2019年4月1日に離婚を発表。

## サッカー選手時代

### 所属クラブ
ユース経歴
- 清水第八SC
- サンパウロFC
- 清水エスパルスジュニアユース
- 流通経済大学付属柏高校

プロ経歴
- 2013年7月 - 12月 東京ヴェルディ1969

### 個人成績
| 国内大会個人成績 | 国内大会個人成績 | 国内大会個人成績 | 国内大会個人成績 | 国内大会個人成績 | 国内大会個人成績 | 国内大会個人成績 | 国内大会個人成績 | 国内大会個人成績 | 国内大会個人成績 | 国内大会個人成績 | 国内大会個人成績 |
| 年度             | クラブ           | 背番号           | リーグ           | リーグ戦         | リーグ戦         | リーグ杯         | リーグ杯         | オープン杯       | オープン杯       | 期間通算         | 期間通算         |
| 年度             | クラブ           | 背番号           | リーグ           | 出場             | 得点             | 出場             | 得点             | 出場             | 得点             | 出場             | 得点             |
| 日本             | 日本             | 日本             | 日本             | リーグ戦         | リーグ戦         | リーグ杯         | リーグ杯         | 天皇杯           | 天皇杯           | 期間通算         | 期間通算         |
| ---------------- | ---------------- | ---------------- | ---------------- | ---------------- | ---------------- | ---------------- | ---------------- | ---------------- | ---------------- | ---------------- | ---------------- |
| 2013             | 東京V            | 37               | J2               | 1                | 0                | -                | -                | 0                | 0                | 1                | 0                |
| 通算             | 日本             | 日本             | J2               | 1                | 0                | -                | -                | 0                | 0                | 1                | 0                |
| 総通算           | 総通算           | 総通算           | 総通算           | 1                | 0                | -                | -                | 0                | 0                | 1                | 0                |

- Jリーグ初出場 - 2013年8月11日 J2 第28節 対V・ファーレン長崎戦（味の素スタジアム）

## 出演

### 雑誌
- Men's JOKER
- RUDO
- Tarzan
- VANQUISH 10th Anniversary BOOK
- FINEBOYS時計
- FINEBOYS靴
- smart
- Fine

### ショー
- EMPORIO ARMANI
- ETRO
- DRESSCAMP
- THE BLACK SENSE FESTIVAL
- Black by VANQUISH
- DOLCE&GABBANA（TOKYO）
- FORTUNA Tokyo

### 広告
- UNIQLO
- Tommy Bahama
- GLOBAL WORK
- Real B voice
- Salomon
- Oh My Glasses
- VANQUISH
- ワコール「CW-X」
- ムラサキスポーツ
- PUMA GOLF
- NUMERALS
- TAKA Q
- 40CARATS&525 BY TAKEO KIKUCHI
- NIKE+ RUN CREWS
- renoma underwear
- Kissmark
- ROSE BUD COUPLES
- RODEO CROWNS WIDE BOWL

### CM
- ABC-MART「VANS SURF」